# 秘鲁人航空
秘鲁人航空（英語：Peruvian Airlines）是一家总部位于秘鲁利马的航空公司。该航空公司目前运营从利马豪尔赫·查韦斯国际机场出发的9条国内航线和1条开往玻利维亚首都拉巴斯的国际航线。